# Mérési központ
Egy mérési központ (angolul: Meter Data Management, röviden: MDM) mindazon hardver- és szoftverelemek összességét jelenti, mely fogyasztásmérési adatok nagy mennyiségben és elektronikus formában történő kezelésére, tárolására és elemzésére szolgál. Magyarországon sokáig csak az ipari távleolvasható elektronikus mérők adatait kezelték a közműcégek mérési központjai, de ma már egyre jellemzőbb a lakossági és közületi okosmérők adatainak tárolása és elemzése. A mérők adatainak kiolvasása automatikusan történik (távlehívás).

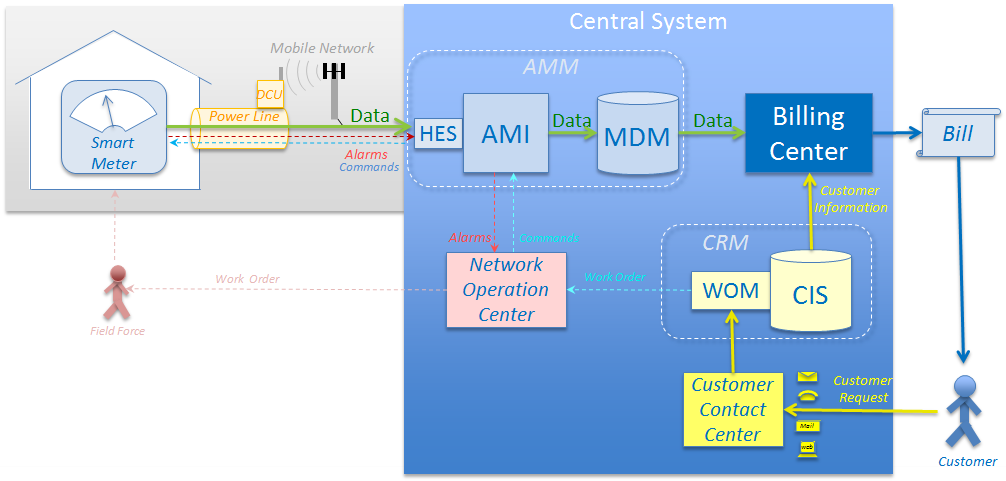
A modern mérési infrastruktúra

## Jogi keretek
A hazai jogszabályok szerint "az elosztó tulajdonában kell állnia a (...) mérés-elszámolási eszközöknek." A távleolvasott és feldolgozott mérési adatokat "az érintett rendszerhasználó részére külön díjfizetés nélkül hozzáférhetővé kell tenni." A mérési adatok MDM-be történő továbbítása nem-nyilvános hírközlő hálózatokon történik.

## MDM rendszerek
Egy mérési adatközpont a kiolvasott mérési adatokat validálja (pl. eldönti, hogy az adat érvényes-e, azaz mérési tartományon belüli, irányhelyes, stb.), majd adattisztítást végez rajtuk (hihetőségvizsgálat és a nem megfelelő adatok figyelmen kívül hagyása) és feldolgozza (pl. mértékegység átváltás) azokat, mielőtt további elemzéseket végezne rajtuk, illetve mielőtt továbbítaná a számlázási rendszerekbe. Lehetséges mérési központ funkciók:
- Okosmérő telepítés tervezés és menedzsment;
- Mérő- és hálózati eszköz felügyelet és menedzsment;
- Automatikus mérési adatszolgáltatás (rögzítés, törlés, frissítés a közmű részéről);
- Meter-to-Cash, munkaerő-menedzsment, eszközmenedzsment rendszerek.

Ezeken túlmenően egy MDM képes terhelés-, illetve fogyasztás-előrejelezésre, vezetői jelentések előállítására, valamint az ügyfél-szempontú szolgáltatási mutatók képzésére és riportálására. Az MDM programozható interfészeket nyújt közte és a számos mérési adat felhasználó között. Egy fejlett MDM képes továbbá a csatlakoztatott mérők távkapcsolására (BE/KI), programozott távvezérlésére is (pl. bojler-vezérlések).

## Adatelemzés
Az okosmérők percenként küldenek az energia-felhasználással (villamosenergia, földgáz, távhő, víz, stb.) kapcsolatos adatokat a mérési központba. A közműcégek a következő okokból gyűjtik és elemzik ezt a nagy mennyiségű adatot:
1. hatékony energiabeszerzési döntések megalapozása a fogyasztási mintázatok alapján;
2. energiahatékonysági programok, illetve energiaár-kedvezmények kialakítása érdekében;
3. energialopások felderítése érdekében;
4. mérési szolgáltató teljesítményének mérése és korrekciója miatt;
5. nem kiszámlázott energia felderítése és ún. nem-műszaki veszteségek csökkentése céljából.

Ez nem csak a közműszolgáltatóknak előnyös hatékonyabb döntések meghozatalában, hanem a fogyasztóknak is, akik pl. csúcsidőszakban a villamosenergia felhasználásuk csökkentésével pénzt spórolhatnak meg.
Ma már egyértelműen az a trend, hogy a mesterséges intelligenciával foglalkozó sikeres startupokat egymás után vásárolják fel a nagy energiacégek. Ezzel igyekeznek fejlettebb adatelemző képességekre szert tenni és versenytársaikkal lépést tartani. A megújuló, illetve az elosztott termelés, továbbá az elektromos gépjárművek terjedésével az egész energetikai infrastruktúra átalakul (Smart griddé, okoshálózattá válik) és olyan új kihívásokkal szembesül, melyre már csak mesterséges intelligencia segítségével lehet választ adni.

## Fordítás
- Ez a szócikk részben vagy egészben  a   Meter data management című angol Wikipédia-szócikk fordításán alapul.  Az eredeti cikk szerkesztőit annak laptörténete sorolja fel. Ez a jelzés csupán a megfogalmazás eredetét és a szerzői jogokat jelzi, nem szolgál a cikkben szereplő információk forrásmegjelöléseként.